# Ion Emanuel Florescu

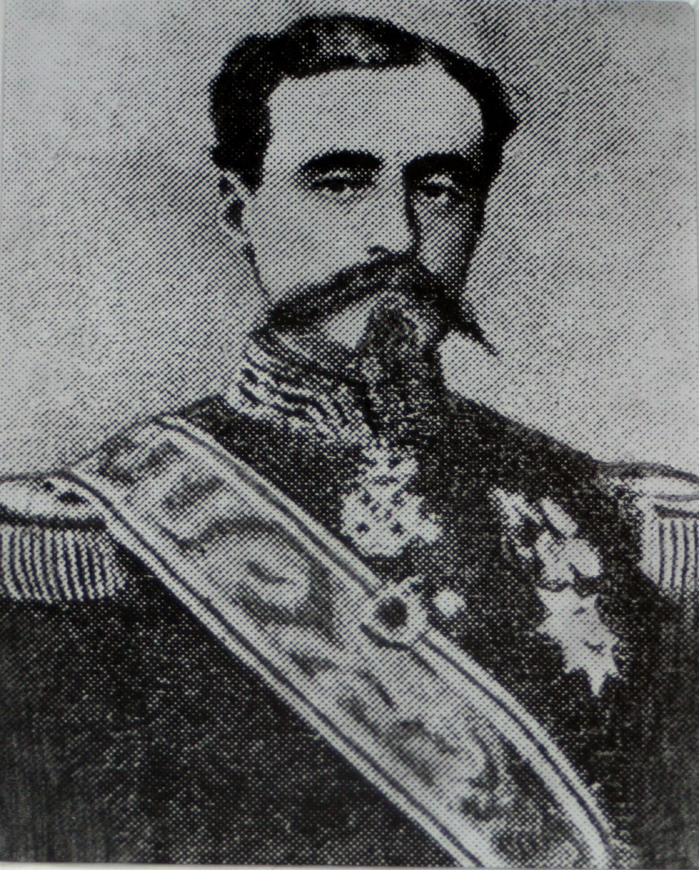
Ion Emanuel Florescu

Ion Emanuel Florescu, ook Emanoil Ion Florescu (Râmnicu Vâlcea, 7 augustus 1819 - Parijs, 10 mei 1893), was een Roemeens militair en politicus.
Ion Florescu volgde onderwijs aan het gymnasium te Boekarest en bezocht daarna de Militaire Academie van Saint-Cyr. In 1854 werd hij kolonel in het Russische leger. Hij was tijdens de Krimoorlog (1853-1856) adjudant van de Russische generaal A.N. Lüders. In 1859 werkte hij tevergeefs aan de herverkiezing van zijn schoonvader, Gheorghe Dimitrie Bibescu, tot vorst van Walachije.
Ion Florescu sloot zich aan bij de groep van grootbojaren (hoge adel) die zeer pro-Russisch was. Onder domnitor Alexander Johan Cuza en domnitor Carol I van de Verenigde Donauvorstendommen (Walachije en Moldavië, het latere koninklijk Roemenië) minister van Oorlog. De laatste keer dat hij dit ambt bekleedde was tijdens het tweede kabinet van premier Lascăr Catargiu (conservatieven).
Ion Florescu was van 17 april tot 6 mei 1876 was hij voor de eerste keer premier. Aan de Russisch-Turkse Oorlog (1877-1878) kon hij wegens een aanklacht niet deelnemen. Nadat de aanklacht was herroepen, werd Florescu lid van de Senaat en een vooraanstaand lid van de Conservatieve Partij (PC).
In 1891 formeerde hij met Lascăr Catargiu een nieuw kabinet en werd hij minister zonder portefeuille (2 maart). Het kabinet kreeg echter niet het vertrouwen van het Roemeense parlement. Koning Carol I benoemde daarop generaal Florescu tot minister-president van een overgangskabinet (2 maart - 9 december 1891).
Ion Emanuel Florescu overleed op 73-jarige leeftijd.